# Parachute
Parachute je píseň britské popové zpěvačky Cheryl Cole. Píseň pochází z jejího debutového alba 3 Words. Produkce se ujal producent will.i.am.

## Hitparáda
| Žebříček  | Příčka |
| --------- | ------ |
| Anglie    | 5      |
| Irsko     | 4      |
| Evropa    | 19     |
| Česko     | 12     |
| Polsko    | 2      |
| Slovensko | 49     |